# Exile (jeu vidéo)
Pour les articles homonymes, voir Exile.
Exile est un jeu vidéo d'action-aventure conçu par Jeremy Smith et Peter Irvin, initialement édité par Superior Software en 1988 sur BBC Micro. Le jeu a été adapté sur Amiga 500, Atari ST et Commodore 64 en 1991 et sur Amiga 1200 et Amiga CD32 en 1995.

## Système de jeu
Le joueur incarne un spationaute amené à explorer un gigantesque réseau souterrain extraterrestre. Il possède dès le départ toute une panoplie d'armes et de pouvoirs. Ses déplacements se font avec un jet pack qui subit la gravité, le vent et sa propre inertie. Les objets répondent également aux lois de la physique. La mort du spationaute le fait réapparaître au dernier point de téléportation.

## Exile Discovery Disk
Commercialisée en 1996, Exile Discovery Disk est une extension compatible Amiga 500/1200 qui apporte la possibilité de téléporter le personnage d'une zone à une autre. L'une des principales critiques faites au jeu était en effet son importante difficulté.

## Équipe de développement
- Game design, programmation, graphisme : Jeremy Smith et Peter Irvin
- Programmation : Peter Irvin, William F. Reeve (1991), Tony Cox (1995)
- Graphisme (1991, 1995) : Herman Serrano
- Musique (1991, 1995) : Henry Jackman

## Accueil
Le jeu est l'une des entrées de l'ouvrage Les 1001 jeux vidéo auxquels il faut avoir joué dans sa vie.